# John Mather (Mathematiker)

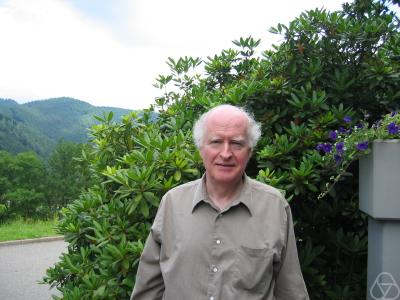
John Mather 2005 in Oberwolfach

John Norman Mather (* 9. Juni 1942 in Los Angeles, Kalifornien; † 28. Januar 2017 in Princeton, New Jersey) war ein US-amerikanischer Mathematiker, der sich mit Differentialtopologie beschäftigte, speziell der Singularitätentheorie („Katastrophentheorie“).

## Leben und Wirken
Mather studierte an der Harvard University (Bachelor-Abschluss 1964) und wurde 1967 bei John Willard Milnor an der Princeton University promoviert (Stability of {\displaystyle C^{\infty }} Mappings I: The Division Theorem, Annals of Mathematics Bd. 87, 1968, S. 89). 1967 bis 1969 war er Professor Associé am IHES in Bures-sur-Yvette bei Paris. Ab 1969 war er Associate Professor und ab 1971 Professor in Harvard und ab 1974 zunächst Gastprofessor und ab 1975 Professor in Princeton. Er war Gastprofessor am IHES (1982/83), der ETH Zürich (1989/90) und 2004/05 am Caltech.
Er ist bekannt für seine Untersuchungen zur topologischen Stabilität unendlich oft differenzierbarer Abbildungen zwischen zwei differenzierbaren (glatten) Mannigfaltigkeiten mit Dimensionen n (Basismannigfaltigkeit M) und p (Zielmannigfaltigkeit P) und bestimmte die Dimensionen n,p, in denen solche stabilen Abbildungen (stabil bezüglich Diffeomorphismen von M, P) existieren. Er bewies auch eine Vermutung von René Thom über die generische Stabilität solcher unendlich oft differenzierbarer Abbildungen. Er trug mit seinen Arbeiten viel zur strengen mathematischen Begründung der sogenannten „Katastrophentheorie“ bei.
Mather beschäftigte sich später auch mit Hamiltonschen Dynamischen Systemen, z. B. dem Vierkörperproblem der Himmelsmechanik.
1970/72 war er Sloan Research Fellow und 1989/90 Guggenheim Fellow. Er ist Mitglied der National Academy of Sciences, deren John C. Carty Award er 1978 erhielt, und der brasilianischen Akademie der Wissenschaften. 2003 erhielt er den Birkhoff-Preis in Angewandter Mathematik der American Mathematical Society und des SIAM. 2000 erhielt er den Nationalen Orden für wissenschaftliche Verdienste von Brasilien. 2004 wurde er Ehrenprofessor der Universität Nanjing. 1990 bis 2001 war er Mitherausgeber der Annals of Mathematics.
Mather war Invited Speaker auf dem ICM 1974 in Vancouver (Foliations and local homology groups of diffeomorphisms) und in Berkeley 1986 (Dynamics of area preserving mappings). 2014 erhielt er die Brouwer-Medaille.
Mather stammt aus einer alten US-amerikanischen Familie (einer seiner Vorfahren ist Cotton Mather aus den Salemer Hexenprozessen).

## Schriften
- Mather, Notes on topological stability, zuerst Harvard 1971, PDF-Datei